# Invalidkåren på Ulriksdals församling
Invalidkåren på Ulriksdals församling var en församling vid Invalidkåren på Ulriksdal i Stockholms stift i nuvarande Solna kommun. Församlingen uppgick 1849 i Solna församling.

## Administrativ historik
Församlingen bildades 1822 och uppgick 1849 i Solna församling.